# Топорнино (Ульяновская область)
Топорнино — село в Николаевском районе Ульяновской области России. Входит в состав Головинского сельского поселения.

## География
Село находится в юго-западной части Ульяновской области, в лесостепной зоне, в пределах Приволжской возвышенности, на правом берегу реки Бекшанки, на расстоянии примерно 15 километров (по прямой) к северу от Николаевки, административного центра района. Абсолютная высота — 143 метра над уровнем моря.
Село Топорнино, как и вся Ульяновская область, находится в часовой зоне МСК+1. Смещение применяемого времени относительно UTC составляет +4:00.

## История
5 октября 1702 года были отведены пустопорожние земли Дмитрию Кирилловичу Топорнину.
По первой переписи 1719 года за Д. Топорниным числилось 10 дворов (88 человек – 60 крестьян, 28 дворовых людей).
В 1780 году помещиком Стефаном Егоровичем Топорниным была построена церковь во имя Николая Чудотворца, поэтому село имело и второе название по церкви — Николаевское (Никольское).
В 1780 году, при создании Симбирского наместничества, село Николаевское Топорнино тож, однодворцев, помещичьих крестьян, экономических крестьян, вошло в состав Канадейского уезда. С 1796 года — в Сызранском уезде Симбирской губернии.
К 1859 году основным владельцем села стала семья Богдановых, они имели винокуренный завод.
В 1869 году в селе открылось народное училище, а в 1871 году по ходатайству И. Н. Ульянова – частная школа Л.П. Граббе, которая существовала исключительно на ее средства.
В 1882 году открылась начальная школа.
В 1876 году в селе открыт первый в районе приемный покой на 14 коек.
По «Спискам населенных мест Симбирской губернии за 1913 г.» здесь проживало 1800 человек, имелась церковь, земская школа, конный завод Г. В. Барянова.

## Население
| 2010 |
| ---- |
| 351  |

Национальный состав
Согласно результатам переписи 2002 года, в национальной структуре населения русские составляли 90 % из 404 чел.
- Здесь провёл своё раннее детство известный русский актер, чтец-рассказчик, писатель В. Н. Андреев-Бурлак[8].

## Достопримечательности
- Каменная церковь Казанской иконы Божьей Матери, построенная в 1824-1827 гг. Трёхпрестольный храм во имя Казанской Божьей Матери, Николая Чудотворца и праведников Захария и Елизаветы представляет собой редкий для провинции зрелый образец культового здания эпохи позднего классицизма. Церковь является выявленным объектом культурного наследия (памятником истории и культуры)[9].